# Sphaerocyperus erinaceus
Sphaerocyperus es un género monotípico de plantas herbáceas perteneciente a la familia de las ciperáceas. Su única especie, Sphaerocyperus erinaceus (Ridl.) Lye, es originaria de Angola. 

## Descripción
Es una planta pubérula-escabrosa, con tallos de 5-70 cm  de largo, con fuertes desplazamientos laterales en la base, y notiene nodos entre las hojas basales (vaina en el tallo de hasta 15 cm). la cabeza con numerosas espiguillas lanceoladas de color blanco. Brácteas 3, en difusión,  minuciosamente pubescentes o glabras. Espiguillas muy jóvenes; se encuentran sin pelos.

## Taxonomía
Sphaerocyperus erinaceus fue descrita por (Ridl.) Lye y publicado en Botaniska Notiser 125(3): 214. 1972.
Sinonimia
- Actinoschoenus erinaceus (Ridl.) Raymond
- Cyperus erinaceus (Ridl.) Kük.
- Rhynchospora erinacea (Ridl.) C.B.Clarke
- Schoenus erinaceus Ridl.
- Schoenus erinanaceus Ridl.[3]